# New Zealand Orienteering Federation
Der Neuseeländische Orientierungslaufverband (englisch New Zealand Orienteering Federation, NZOF, auch New Zealand Orienteering) ist der nationale Orientierungslaufdachverband Neuseelands. Er ist seit 1973 Mitglied des Internationalen Orientierungslaufverbandes (IOF).
Der NZOF obliegt die Organisation der Disziplinen Orientierungslauf sowie Mountainbike-Orienteering in Neuseeland. Das ebenfalls in Neuseeland verbreitete Rogaine wird von der New Zealand Rogaining Association organisiert.

## Ausgetragene Veranstaltungen
Orientierungslauf:
- Veteranen-Orientierungslauf-Weltmeisterschaften 2000 in Feilding
- Orientierungslauf-Ozeanienmeisterschaften 2009 auf der Südinsel
- Orientierungslauf-Ozeanienmeisterschaften 2013
- Veteranen-Orientierungslauf-Weltmeisterschaften 2017 in Auckland

- Weltcuprennen 1994 in Auckland und 2013 in Feilding, Wellington und Napier